# Tomaž Rajterič
Tomaž Rajterič, slovenski kitarist in pedagog, * 1. november 1967, Ljubljana. 
Rajterič je že v začetku študija kitare dosegal številne nagrade na domačih in mednarodnih tekmovanjih. Diplomski in podiplomski študij je opravil na Ženevskem glasbenem konservatoriju, izpopolnjeval pa se je v Lausanni in na Mozarteumu v Salzburgu. redno nastopa kot komorni in orkesterski solist. Od leta 1997 poučuje na Akademiji za glasbo v Ljubljani.